# Служба безопасности президента Республики Корея
Служба безопасности президента Республики Корея (кор. 대통령경호처?, 大統領警護處?; СБП) — это южнокорейская служба охраны. По образцу Секретной службы США, южнокорейская СБП является независимым агентством, ответственным за охрану президента Республики Корея, премьер-министра Республики Корея и их офисов, резиденций и соответствующих семей, а также глав государств, посещающих страну. Агентство также предоставляет услуги бывшим президентам и их ближайшим родственникам в течение 10 лет после окончания их срока полномочий и передает их в Национальное агентство полиции. Сотрудники проходят многолетнюю строгую подготовку, включающую проверку биографических данных, физического и психического здоровья, а также образовательного уровня, прежде чем официально становятся агентами СБП и получают первое задание.
Подразделение в настоящее время находится под командованием Ю Ён Сана, заместителя министра и главы СБП. Его штаб-квартира и связанные с ней подразделения располагались вблизи Голубого дома. В мае 2022 года штаб-квартира была перенесена в здание Президентского офиса после переезда президентской администрации в здание Министерства обороны.

## История
СБП была создана в 1949 году как Президентская служба безопасности Кёнмудэ (Kyong Mu Dae Presidential Security Police). В 1960 году её название было изменено на Президентскую полицию Голубого дома, а в 1961 году была сформирована Служба безопасности для непосредственной охраны Пак Чон Хи.
Подразделение вновь изменило своё название, на этот раз на СБП, после принятия Закона СБП № 157 в 1963 году, при этом Хон Джон Чхоль стал его первым начальником под руководством полицейского управления Кёнмундэ. Однако Пак Чон Гё руководил СБП с 1963 по 1974 год. Обязанности СБП были расширены после нападения северокорейских солдат 124-й армии на Голубой дом в 1968 году.
В 1974 году СБП получила дополнительные полномочия в отношении южнокорейских вооруженных сил и различных правоохранительных органов в соответствии с Указом № 7246 о создании Комитета безопасности для охраны президента и Указом № 7246 о создании Группы контроля безопасности для охраны президента. Это произошло после убийства жены Пак Чон Хи, Юк Ён Су.
После убийства Пак Чон Хи в 1979 году были упразднены Комитет безопасности для охраны президента (Executive Order 9692) и Управление контроля безопасности для охраны президента (Executive Order 9692). В 1981 году, согласно пересмотру директив СБП, на СБП была возложена задача по защите бывших президентов Республики Корея и их семей.
СБП участвовала в обеспечении личной охраны Папы Иоанна Павла II во время попытки его убийства во время визита в Сеул 6 мая 1984 года.
1 февраля 1989 года была сформирована отряд охраны Чхоннамдэ (Президентская резиденция).
1 апреля 1993 года было создано подразделение Мугунхва Донса (буквально «Очищение дома безопасности»), специализирующееся на борьбе с терроризмом. 3 марта 1999 года был основан Многофункциональный учебный центр подготовки сил безопасности.
Во время чемпионата мира по футболу FIFA 2002 года СБП создала Команду по мерам безопасности на чемпионате мира в Чхонвадэ и Отдел контроля безопасности и охраны на чемпионате мира, чтобы усилить безопасность на территории Республики Корея.
18 апреля 2003 года СБП была освобождена от охраны Голубого дома, так как эти обязанности были переданы правительству провинции Чхунчхонбук-до. 1 января 2005 года СБП создала Пусанскую группу по обеспечению безопасности и контролю за безопасностью на саммите АТЭС.
Комитет по мерам безопасности президентской охраны был официально учреждён 10 марта 2005 года.
СБП претерпела значительные изменения в ходе различных администраций. Это касалось статуса его руководителя (от министерского до вице-министерского), организационной структуры (от управления до отдела), а также его места в иерархии в аппарате президента. Президент Мун Чжэ Ин понизил статус руководителя СБП до вице-министерского уровня и преобразовал его в независимое подразделение в структуре администрации президента.

## Обязанности
В обязанности агентов СБП входит личная охрана следующих лиц:
1. Президент Республики Корея и его семья
2. Избранный президент и его семья
3. Исполняющий обязанности президента и его супруга
4. Бывшие президенты, а также их супруги и дети (получают защиту от Службы безопасности в течение максимум десяти лет после ухода с должности, если они не отказываются от неё)
5. Главы государств или правительств иностранных стран, посещающие Республику Корея, и их супруги
6. Любые другие граждане Республики Корея и иностранные лица, которых начальник Службы безопасности президента сочтёт необходимыми для защиты

## Организация
По состоянию на 2008 год СБП была организована следующим образом:
- Начальник Службы безопасности
  - Генеральный инспектор
- Заместитель начальника Службы безопасности
  - Центр инноваций и планирования
  - Административный центр
  - Центр охраны
  - Центр разведки и безопасности
  - Центр образования и подготовки.

## Кодекс и клятва
СБП имеет кодекс и клятва, которые его агенты обязаны соблюдать в любое время:

### Кодекс
- Единство — стремление к единству и согласованность действий с президентом, отражающие командный характер задач по обеспечению безопасности.
- Лояльность — основополагающее психологическое отношение сотрудников службы безопасности к нации и её народу.
- Вечность — стремление к вечной чести через служение президенту с готовностью к самопожертвованию.
- Честь — профессионализм и достоинство службы безопасности, основанные на жертвенности и служении.

### Клятва
1. Во-первых, мы готовы отдать жизнь за успешное выполнение своих обязанностей.
2. Во-вторых, мы будем действовать справедливо и честно.
3. В-третьих, мы будем твердо объединяться на основе взаимного доверия.
4. В-четвертых, мы будем защищать общественный порядок, как свою жизнь.
5. В-пятых, мы будем беречь честь и сохранять достоинство.

## Огнестрельное оружие
- Beretta Px4 Storm
- Heckler & Koch MP7
- Heckler & Koch UMP
- Daewoo Precision Industries K1